# Episodi di Elementary (quinta stagione)
La quinta stagione della serie televisiva Elementary è stata trasmessa sul canale statunitense CBS, dall'8 ottobre 2016 al 21 maggio 2017.
In Italia la stagione è stata trasmessa dal 17 giugno 2017 al 20 gennaio 2018 su Rai 2.
| nº | Titolo originale                       | Titolo italiano                   | Prima TV USA     | Prima TV Italia   |
| -- | -------------------------------------- | --------------------------------- | ---------------- | ----------------- |
| 1  | Folie à Deux                           | Follia a due                      | 8 ottobre 2016   | 17 giugno 2017    |
| 2  | Worth Several Cities                   | Il valore di molte città          | 16 ottobre 2016  | 24 giugno 2017    |
| 3  | Render, and Then Seize Her             | Ricatto e riscatto                | 23 ottobre 2016  | 1º luglio 2017    |
| 4  | Henny Penny the Sky Is Falling         | Henny Penny, il cielo sta cadendo | 30 ottobre 2016  | 8 luglio 2017     |
| 5  | To Catch a Predator Predator           | Cacciatori e prede                | 6 novembre 2016  | 15 luglio 2017    |
| 6  | Ill Tidings                            | Disgrazie                         | 13 novembre 2016 | 22 luglio 2017    |
| 7  | Bang Bang Shoot Chute                  | Bang Bang spara cadute            | 20 novembre 2016 | 29 luglio 2017    |
| 8  | How the Sausage Is Made                | Il sapore della morte             | 27 novembre 2016 | 18 agosto 2017    |
| 9  | It Serves You Right to Suffer          | Ti serva da lezione               | 11 dicembre 2016 | 25 agosto 2017    |
| 10 | Pick Your Poison                       | Scegli il tuo veleno              | 18 dicembre 2016 | 1º settembre 2017 |
| 11 | Be My Guest                            | Sei mia ospite!                   | 8 gennaio 2017   | 2 settembre 2017  |
| 12 | Crowned Clown, Downtown Brown          | Il clown                          | 15 gennaio 2017  | 8 settembre 2017  |
| 13 | Over a Barrel                          | Spalle al muro                    | 29 gennaio 2017  | 29 settembre 2017 |
| 14 | Rekt in Real Life                      | Morte in diretta                  | 19 febbraio 2017 | 6 ottobre 2017    |
| 15 | Wrong Side of the Road                 | Il lato sbagliato della strada    | 5 marzo 2017     | 20 ottobre 2017   |
| 16 | Fidelity                               | Fedeltà                           | 12 marzo 2017    | 3 novembre 2017   |
| 17 | The Ballad of Lady Frances             | La ballata di Lady Frances        | 19 marzo 2017    | 10 novembre 2017  |
| 18 | Dead Man's Tale                        | Storia di un cadavere             | 26 marzo 2017    | 11 novembre 2017  |
| 19 | High Heat                              | Fiamma alta                       | 9 aprile 2017    | 7 gennaio 2018    |
| 20 | The Art of Sleights and Deception      | L'arte del trucco e dell'inganno  | 23 aprile 2017   | 7 gennaio 2018    |
| 21 | Flying into a Rage, Make a Bad Landing | Dominare la rabbia                | 30 aprile 2017   | 13 gennaio 2018   |
| 22 | Moving Targets                         | Il bersaglio                      | 7 maggio 2017    | 14 gennaio 2018   |
| 23 | Scrambled                              | Enigma                            | 14 maggio 2017   | 14 gennaio 2018   |
| 24 | Hurt Me, Hurt You                      | Ferisci me, ferisco te            | 21 maggio 2017   | 20 gennaio 2018   |

## Follia a due
- Titolo originale: Folie à Deux
- Diretto da: Christine Moore
- Scritto da: Robert Doherty e Jeffrey Paul King

### Trama
Una bomba viene lasciata all'interno di un pallone da calcio in un parco pubblico. Si tratta di unabomber non più attivo da sei anni. Holmes nota un uomo sospetto tra la folla di curiosi e lo insegue, ma non riesce a fermarlo perché viene investito da un'auto. Riescono a identificare il sospetto grazie alle impronte lasciate su un taxi che ha toccato mentre fuggiva, ma non ci sono molte prove per trattenerlo. Watson pensa allora di chiedere aiuto a Shinwell Johnson, un ex galeotto, che ha salvato quando era chirurgo dopo una sparatoria. Pare che Shinwell e il sospettato fossero insieme nella stessa prigione.

## Il valore di molte città
- Titolo originale: Worth Several Cities
- Diretto da: Guy Ferland
- Scritto da: Robert Hewitt Wolfe

### Trama
Watson aiuta Shinwell a trovare un appartamento tutto per se grazie a sua sorella, deve solo fare dei lavori nello stabile. Holmes viene 'ingaggiato' da una gang La Mala Tres, perché indaghi sulla morte di un dei loro membri. Le indagini rivelano che dietro all'omicidio si cela un prezioso cimelio cinese apparentemente disperso da secoli.

## Ricatto e riscatto
- Titolo originale: Render, and Then Seize Her
- Diretto da: Alex Chapple
- Scritto da: Jason Tracey

### Trama
Paige la fidanzata del capitano Gregson chiede l'aiuto di Holmes. Intanto lui e Joan vengono chiamati a indagare in un ritrovo per nudisti. Uno dei membri è stato assassinato, sul suo cellulare viene trovano un video, una donna rapita e tenuta in ostaggio in uno dei cottage sfitti nella proprietà. Dalle indagini si scopre che lei e il marito forse ricattavano un criminale con il video di un vecchio omicidio, ma il video è un falso creato con un software e serviva solo come dimostrazione per un investimento. Pochi giorni dopo la donna viene liberata, viene fuori che il rapimento era tutta una messinscena per creare un ritardo e far scadere l'accordo prematrimoniale.

## Henny Penny, il cielo sta cadendo
- Titolo originale: Henny Penny the Sky Is Falling
- Diretto da: John Polson
- Scritto da: Bob Goodman

### Trama
Un uomo viene trovato morto nel suo appartamento infilato con un attizzatoio alla parete. L'uomo era specializzato in molti campi, tra cui alcuni studi di astrofisica. Pare che giorni prima avesse scritto un falso articolo su una probabile minaccia alla terra dovuta a una errata misurazione degli asteroidi che potrebbero schiantarsi sulla Terra. L'intento era causare un ritardo nella ricerca scientifica sugli asteroidi di circa un decennio. Nel mentre Holmes e Watson potrebbero ricevere un attestato di merito dal Dipartimento, Holmes sembra poco propenso ad accettare per paura che si possano creare invidie, ma Joan lo convince che non c'è niente di male.

## Cacciatori e prede
- Titolo originale: To Catch a Predator Predator
- Diretto da: Guy Ferland
- Scritto da: Tamara Jaron

### Trama
Un uomo viene ucciso con due colpi di pistola in un motel. Holmes e Watson, indagando, scoprono che aveva precedenti per adescamento, pensano che l'omicidio sia opera di un cacciatore di predatori sessuali e pedofili. Nel frattempo Joan cerca di aiutare Shinwell a cercare un lavoro per rifarsi una vita.

## Disgrazie
- Titolo originale: Ill Tidings
- Diretto da: Ron Fortunato
- Scritto da: Jeffrey Paul King

### Trama
Uno chef viene avvelenato nella sua cucina, poco dopo altre persone muoiono avvelenate allo stesso modo. Il veleno è di un serpente. Si scopre che l'avvelenamento era un diversivo per creare panico e rubare dei quadri nel centro di Wall Street. Nel mentre il detective Bell racconta a Holmes di come in una relazione spesso si parli di tutto, anche di lavoro, così Sherlock inizia a mettere in discussione la sua relazione con Fiona.

## Bang Bang spara cadute
- Titolo originale: Bang Bang Shoot Chute
- Diretto da: Jerry Levine
- Scritto da: Celeste Chan Wolfe

### Trama
Qualcuno spara a un veterano dell'esercito e paracadutista esperto mentre si trova a mezz'aria durante un volo da un grattacielo. Holmes nota che il suo paracadute era stato sabotato se non gli avessero sparato sarebbe morto nell'impatto.

## Il sapore della morte
- Titolo originale: How the Sausage Is Made
- Diretto da: Michael Pressman
- Scritto da: Mark Hudis

### Trama
Mentre si indaga sulla sparizione di un biotecnologo, si scopre che l'uomo lavorava alla creazione di un tipo di carne creata in laboratorio; Watson scopre che Holmes non frequenta più le riunioni.

## Ti serva da lezione
- Titolo originale: It Serves You Right to Suffer
- Diretto da: Aidan Quinn
- Scritto da: Kelly Wheeler

### Trama
Joan è preoccupata che Shinwell stia riprendendo a frequentare le vecchie compagnie, la gang dei SBK (South Bronx Killas), sospetti ulteriormente confermati quando la sua collanina con crocifisso viene ritrovata sul luogo di un omicidio di un membro di una gang rivale, Los Espectros. Sherlock si offre di aiutarla a venire a capo di questa storia. 

## Scegli il tuo veleno
- Titolo originale: Pick Your Poison
- Diretto da: Jeremy Webb
- Scritto da: Bob Goodman

### Trama
Un uomo finisce all'obitorio dopo un'overdose da oppioidi, secondo la ricetta medica che aveva con sé a fargli la prescrizione è stata Joan J. Watson. 

## Sei mia ospite!
- Titolo originale: Be My Guest
- Diretto da: Maja Vrvilo
- Scritto da: Jason Tracey

### Trama
Holmes sospetta che un uomo tenga prigioniera una donna contro la sua volontà, ma non ha nessuna prova per poterlo far arrestare.

## Il clown
- Titolo originale: Crowned Clown, Downtown Brown
- Diretto da: Michael Slovis
- Scritto da: Jordan Rosenberg

### Trama
Il cadavere di un uomo vestito da clown viene ritrovato in un bosco, Sherlock offre il suo aiuto alla polizia locale per indagare. Mentre il detective Bell deve vedersela con l'ex marito della sua ragazza. 

## Spalle al muro
- Titolo originale: Over a Barrel
- Diretto da: Guy Ferland
- Scritto da: Jeffrey Paul King

### Trama
Un uomo prende in ostaggio delle persone in una tavola calda, si scopre che è una vecchia conoscenza di Watson e Holmes, l'uomo chiede solo giustizia per suo figlio Connor, morto quasi cinque anni fa a seguito di un'aggressione, se il colpevole non sarà processato entro questi cinque anni il reato cadrà in prescrizione.

## Morte in diretta
- Titolo originale: Rekt in Real Life
- Diretto da: John Polson
- Scritto da: Robert Hewitt Wolfe

## Il lato sbagliato della strada
- Titolo originale: Wrong Side of the Road
- Diretto da: Jennifer Lynch
- Scritto da: Robert Doherty e Jason Tracey

## Fedeltà
- Titolo originale: Fidelity
- Diretto da: Christine Moore
- Scritto da: Jason Tracey e Robert Doherty

## La ballata di Lady Frances
- Titolo originale: The Ballad of Lady Frances
- Diretto da: Aaron Lipstadt
- Scritto da: Bob Goodman e Jordan Rosenberg

## Storia di un cadavere
- Titolo originale: Dead Man's Tale
- Diretto da: Alex Chapple
- Scritto da: Tamara Jaron

## Fiamma alta
- Titolo originale: High Heat
- Diretto da: Michael Hekmat
- Scritto da: Kelly Wheeler

## L'arte del trucco e dell'inganno
- Titolo originale: The Art of Sleights and Deception
- Diretto da: Ron Fortunato
- Scritto da: Mark Hudis

### Trama
Holmes indaga sulla morte di un prestidigitatore, morto per avvelenamento. Mentre controllano il suo appartamento trovano prove di una effrazione e pensano alla vendetta di un altro illusionista, scoprono che giocava spesso a poker e vinceva anche molto, soprattutto con un uomo, ma quando questi, che era indebidato con lui, stava per ridargli tutti i soldi il mago non li ha voluti, in cambio ha voluto dei registri di una vecchia casa editrice. Era interessato in particolare a un vecchio libro L'arte del trucco e dell'inganno, un manuale sui trucchi con le carte, pare che l'identità dell'autore del libro Walker Hemslit, sia un mistero da quasi 50 anni e in parecchi hanno cercato di scoprirlo, qualcuno ha anche offerto una ricompensa. Alcuni hanno anche indagato sull'illustratore del libro Hal Posoyan, ma anche quel nome si rivela un falso. Studiando i disegni Watson e Holmes notano un particolare: i disegni sono fatti allo specchio, inoltre Watson nota che l'autore potrebbe essersi sottoposto a una cura del tunnel carpale, all'epoca ancora in fase sperimentale. Purtroppo i registri di quella ricerca sono bruciati un mese dopo l'annuncio della ricompensa. Parlando con l'editore questi svela di essere lui stesso un erede dell'autore: Albert Lang, un pittore che lavorava per una agenzia pubblicitaria. Indagando ulteriormente sulla vittima scoprono anche che navigava spesso in internet, alla ricerca di cimeli nazisti, in particolare di un libro di anatomia sui prigionieri di un lager. Holmes riesce a procurarsene una copia e da quello intuisce le ragioni dell'omicidio.

## Dominare la rabbia
- Titolo originale: Flying into a Rage, Make a Bad Landing
- Diretto da: Guy Ferland
- Scritto da: Bob Goodman

## Il bersaglio
- Titolo originale: Moving Targets
- Diretto da: Lucy Liu
- Scritto da: Robert Hewitt Wolfe

## Enigma
- Titolo originale: Scrambled
- Diretto da: Christine Moore
- Scritto da: Jason Tracey

## Ferisci me, ferisco te
- Titolo originale: Hurt Me, Hurt You
- Diretto da: John Polson
- Scritto da: Robert Doherty e Jeffrey Paul King